# Amt Kirchspielslandgemeinde Heider Umland
La comunità amministrativa di Kirchspielslandgemeinde Heider Umland (Amt Kirchspielslandgemeinde Heider Umland) si trova nel circondario di Dithmarschen nello Schleswig-Holstein, in Germania.

## Suddivisione
Comprende 11 comuni:
1. Hemmingstedt (2 867)
2. Lieth (371)
3. Lohe-Rickelshof (2 061)
4. Neuenkirchen (982)
5. Norderwöhrden (261)
6. Nordhastedt (2 838)
7. Ostrohe (908)
8. Stelle-Wittenwurth (442)
9. Weddingstedt (2 316)
10. Wesseln (1 411)
11. Wöhrden (1 263)

Il capoluogo è Heide, esterna al territorio della comunità amministrativa.
(Tra parentesi i dati della popolazione al 31 dicembre 2021)